# سديم العنكبوت الأحمر
سديم العنكبوت الأحمر هي مجرة تتبع كوكبة الرامي. اكتشفها إدوارد تشارلز بيكرنج في 15 يوليو 1882.

## روابط خارجية
- سديم العنكبوت الأحمر على موقع ويكي سكاي: DSS2, SDSS, GALEX, IRAS, Hydrogen α, X-Ray, Astrophoto, Sky Map, Articles and images